# 이로도리미도리
이로도리미도리(일본어: イロドリミドリ)는 2015년 7월 16일부터 세가가 개발한 아케이드 음악 게임 「CHUNITHM(츄니즘)」에서 태어난 여고생 밴드 유닛. 플레이 악곡을 축으로 라디오, 만화 무비 등의 미디어 믹스 형태를 취하고 있다. 원작은 시치죠 레타스, 사이토 캬베츠. 일러스트는 Hisasi가 다루고 있다.